# Leithiinae
Los leitinos (Leithiinae) son una subfamilia de roedores esciuromorfos conocidos popularmente como lirones, que se pueden encontrar en Europa, aunque también viven en África y Asia.

## Géneros
- Chaetocauda, Wang, 1985.
- Dryomys, Thomas, 1905.
- Eliomys, Wagner, 1840.
- Muscardinus, Kaup, 1829.
- Myomimus, Ognev, 1924.
- Selevinia, Belosludov y Bashanov, 1939.